# ذهان
الذُّهان هو مصطلح في الطب النفسي للحالات العقلية التي يحدث فيها خلل، ضمن إحدى مكونات عملية التفكير المنطقي والإدراك الحسي. الأشخاص الذين يعانون من الذهان قد يتعرضون لنوبات هلوسة، وتعلُّق بمعتقدات توهمية (مثلا توهمات ارتيابية)، وقد يمرون بحالات من تغيير الشخصية مع مظاهر تفكير مفكك. تترافق هذه الحالات غالباً مع انعدام رؤية الطبيعة الاعتيادية لهذه التصرفات، وصعوبات في التفاعل الاجتماعي مع الأشخاص الآخرين، وخلل في أداء المهام اليومية. لذلك كثيراً ما توصف هذه الحالات بأنها تدخل في نطاق «فقدان الاتصال مع الواقع.»
الكلمة بالإنكليزية مشتقة من اللغة الإغريقية، ومعناها الحالة غير الطبيعية للذهن. وهي تستخدم لتصف خللاً في اتصال الإنسان بالواقع المحيط به. المصاب يعاني من أحاسيس وهمية ومن أفكار وهمية، وأحياناً يتصرف بغرابة، قليل التفاعل مع الناس حوله ويواجه صعوبة في العناية بنفسه، والقيام بالأعمال اليومية.
الذهان هو حالة غير طبيعية للعقل تؤدي إلى صعوبات في تحديد ما هو   حقيقي   وما هو غير حقيقي. قد تشمل الأعراض معتقدات خاطئة (أوهام) ورؤية أو سماع أشياء لا يراها الآخرون أو لا يسمعونها (هلاوس). قد تشمل الأعراض الأخرى عدم اتساق الكلام، والسلوك غير المناسب للمواقف الاجتماعية المعتادة. قد يكون هناك أيضا مشاكل في النوم، أو الانسحاب الاجتماعي، أو عدم وجود حافز في الحياة، أو الصعوبات في القيام بالأنشطة اليومية.
يلعب التغير الكيميائي في المخ دوراً أساسياً في الإصابة بالذهان، والمواد الكيميائية التي تدور حولها الأبحاث تعرف بـ (دوبامين) و (سيروتونين) وهي متواجدة في أجزاء كثيرة من المخ، خاصةً في الفص الصدغي. في التدريب الطبي الذهان يعتبر علامة على المرض، غالباً ما يُقَارَن بالحمى لأنه يمكن أن يكون له أسباب متعددة ليست بادية للعيان.

## العلامات والأعراض

### الهلوسة
تُعَرَّف الهلوسة على أنها إدراك حسي في غياب أي محفزات خارجية. تختلف الهلوسة عن الأوهام، أو التشوهات الإدراكية، وهي سوء الفهم للمنبهات الخارجية عن الجسم. قد تحدث الهلوسة في كامل أنواع الحواس وتتخذ أي شكل تقريبًا، والذي قد يتضمن إحساسًا بسيطًا (مثل الإحساس بالأضواء والألوان والأذواق والروائح) وقد تصل إلى تجارب مثل رؤية الحيوانات وأناس يتشكلون بالكامل ويتفاعل معها الشخص، كما تشمل أيضاً سماع الأصوات، ووجود أحاسيس لمسية مركبة. تتميز الهلاوس عمومًا بأنها حية وغير قابلة للسيطرة عليها.

#### الهلوسة السمعية
خاصة تجارب سماع أصوات بشرية، هي أكثر السمات شيوعًا ووضوحاً في كثير من الأحيان لمرضى الذهان. يعاني 15٪ من السكان عمومًا الهلوسة السمعية. يبلغ معدل انتشار مرض انفصام الشخصية نحو 70٪، ولكن قد يصل إلى 98٪ من هؤلاء المرضى. كانت الهلوسات السمعية في المرتبة الثانية بعد الهلوسة البصرية من حيث الشيوع خلال أوائل القرن العشرين، ولكنها الآن أكثر مظاهر الفصام شيوعًا، على الرغم من أن المعدلات تتفاوت بين الثقافات والمناطق. الهلوسة السمعية هي في الغالب أصوات مفهومة. يمكن للناس الذين يعانون من الهلوسة السمعية أن يعرّفوا شدة الصوت ومصدره، وقد يحددون الهويات الخاصة بهذه الأصوات. ترتبط الثقافات الغربية بالخبرات السمعية المتعلقة بالمحتوى الديني، والمرتبطة في كثير من الأحيان بالذنوب. قد تأمر الهلوسة المريض بالقيام بأمر ما، وهو ما يكون شيئاً خطيراً عندما يقترن بالأوهام.

#### الهلوسة خارج نطاق الجسم
(Extracampine hallucinations) هي هلوسات سمعية تنتج عن جزء معين من الجسم (مثل صوت قادم من ركبة شخص آخر). تحدث الهلاوس البصرية في نحو ثلث المصابين بالفصام، على الرغم من أن معدلات الحدوث المسجلة تصل إلى 55 ٪. غالبًا ما يشتمل المحتوى على أشياء متحركة، على الرغم من أنه يمكن رؤية بعض التشوهات الحسية مثل تغيرات في الإضاءة أو التظليل أو الخطوط. قد تتعارض التشوهات البصرية مع المعلومات الذاتية القادمة من داخل الجسم، وقد تشمل الرؤى أحداث مثل ميل الأرض من تحت الشخص.

#### الهلوسة الحشوية
والتي تسمى أيضًا بالهلوسة الحسية بأحاسيس داخل الجسم في غياب أي منبهات. قد تشمل الهلوسة الحسية الإحساس بالحرق، أو إحساس باختلاف ترتيب الأعضاء الداخلية.

### الأوهام
قد يتضمن الذهان معتقدات وهمية. فالأوهام هي معتقدات قوية ضد الواقع، أو يتمسك بها المرء بالرغم من أدلة مناقضة لها. فالأوهام لا تتطابق بالضرورة مع المعايير الاجتماعية، حيث قد تعتبر بعض المعتقدات وهمًا في بعض الثقافات حيث تؤثر على كفاءة الأفراد بها، في حين أنها قد تكون اعتقادًا طبيعيًا تمامًا في ثقافات أخرى. السمة المميزة بين التفكير الوهمي والأوهام الكاملة هي درجة تأثيرها على أداء الافراد. تعتبر بعض المواضيع شائعة أكثر من غيرها، على الرغم من أن المعايير الثقافية تحدد ذلك كثيرًا (على سبيل المثال: يختلف المحتوى الديني اختلافًا ملحوظًا عبر الدول).
أكثر أنواع الوهم شيوعا هو وهم الاضطهاد، حيث يعتقد الشخص أن شخصًا أو منظمة أو مجموعة ما تحاول أن تلحق الضرر به. وتشمل الأوهام الأخرى الأوهام المرجعية (المعتقدات التي يكون لها حافز معين خاص عند صاحب المعتقد)، والأوهام المتسامية (أن الشخص يمتلك قوة أو أهمية خاصة مثل الطيران مثلاً)، إذاعة الأفكار (الاعتقاد بأن أفكار الفرد داخل رأسه مسموعة لغيره)، وزراعة الأفكار (الاعتقاد بأن أفكار المرء ليست خاصة به، بل زُرِعَت من شخص/ كائنات أخرى). يميز الدليل التشخيصي والإحصائي للاضطرابات العقلية الطبعة الخامسة (DSM-5) بعض الأوهام بأنها غريبة إذا كانت غير قابلة للتصديق بوضوح، أو أنها غير متوافقة مع السياق الثقافي. اُنْتُقِد مفهوم الأوهام الغريبة بقول أنه غير موضوعية.

### الأعراض السلبية
تشمل الأعراض السلبية: نقص التعبير العاطفي، وانخفاض الدوافع، وقلة الكلام التلقائي. بالإضافة إلى الافتقار إلى الاهتمام والعفوية، وفقدان القدرة على الشعور بالمتعة.

## الأسباب

### الحالات الطبيعية
الهلوسة الوجيزة ليست نادرة في الأشخاص الذين لا يعانون من أي مرض نفسي، وتشمل أسبابها:
- النوم والاستيقاظ: الهلوسات قبل النوم والهلوسات التابعة للنوم، وهي طبيعية تماماً.[13]
- وفاة المقربين، ويكون فيها تخيل المحبين المتوفيين أمراً شائعاً.[14]
- الحرمان الشديد من النوم.[13]

### الصدمات النفسية
ترتبط أحداث الحياة الصادمة بارتفاع خطر الإصابة بأعراض ذهانية. وقد تبين على وجه التحديد أن صدمات مرحلة الطفولة هي مؤشر خطر لإمكانية حدوث الذهان في مرحلة المراهقة والرشد. يعاني نحو 65٪ من الأشخاص المصابين بأعراض ذهانية من صدمة في مرحلة الطفولة (مثل الإيذاء الجسدي أو الجنسي والإهمال الجسدي أو العاطفي). قد يزيد حساسية الأفراد تجاه الذهان عند وجود تجارب مؤلمة قد تشجع على ظهور أعراض ذهانية مستقبلية، وخاصة خلال فترات النمو الحساسة. الأهم من ذلك، أن العلاقة بين الصدمات النفسية والأعراض الذهانية يبدو أنها تعتمد على الجرعة، حيث تتراكم صدمات متعددة فوق بعضها، مما يضاعف من ظهور الأعراض وشدتها. وهذا يشير إلى أن الوقاية من الصدمات والتدخل المبكر للتعامل معها قد يكون هدفاً هاماً لتقليل حدوث الاضطرابات الذهانية وتحسين آثارها.

### الاضطرابات النفسية
كان يعتقد من وجهة النظر التشخيصية أن الاضطرابات العضوية تنتج عن مرض جسدي يصيب الدماغ (أي اضطرابات نفسية ثانوية لحالات أخرى)، بينما تعتبر الاضطرابات الوظيفية اضطرابات في عمل العقل بدون وجود أي اضطرابات جسدية (اضطرابات نفسية أولية). عُثِّر على تشوهات عضوية خفية في أمراض اعتبرت أمراضاً وظيفية في الماضي، مثل الفصام. يتجنب الدليل التشخيصي والإحصائي للاضطرابات النفسية الطبعة الرابعة التمييز الوظيفي/العضوي، وبدلاً من ذلك يسرد الأمراض الذهانية التقليدية والذهان الناتج عن الظروف طبية عامة والذهان الناتج عن استخدام/إدمان مواد ما.
تشمل الأسباب النفسية الأولية للذهان ما يلي:
- الفصام
- الاضطرابات العاطفية (المزاج): مثل الاضطراب الاكتئابي، والاكتئاب الشديد أو الهوس في الاضطراب الثنائي القطب (الهوس الاكتئابي). قد يعاني الأشخاص الذين يعانون من نوبة ذهانية في سياق الاكتئاب من الاضطهاد أو الهلوسة المرتبطة بلوم الذات، في حين أن الأشخاص الذين يعانون من حالة ذهانية في سياق الهوس قد يشكلون أوهامًا متسامية.
- يمكن أن تسبب اضطرابات الأكل مثل فقدان الشهية العصبي والشره المرضي العصبي الأوهام وحتى الهلوسة لكونها «دهنية» على الرغم من أنها رقيقة.
- اضطراب فصامي عاطفي، ويتضمن أعراض كل من الفصام واضطرابات المزاج.
- اضطراب ذهاني حاد / عابر.
- الاضطراب الوهمي (اضطراب الوهم المستمر).
- ذهان هلاسي مزمن.[13]

### الاضطرابات الطبية
يمكن أن يسبب عدد كبير جدا من الحالات الطبية الذهان، ويسمى أحيانا الذهان الثانوي. ومن الأمثلة على ذلك:
- الاضطرابات التنكسية العصبية، مثل مرض الزهايمر، الخرف مع أجسام ليوي، ومرض باركنسون[20]

- الأمراض العصبية البؤرية، مثل السكتة الدماغية، أورام الدماغ، التصلب المتعدد،[8] وبعض أشكال الصرع نقص التغذية، مثل نقص فيتامين بي12[21]
- التسمم، بالعقاقير العلاجية، والعقاقير الترفيهية، ومجموعة من النباتات والفطريات والمعادن والمركبات العضوية وعدد قليل من السموم الحيوانية
- هبوط سكر الدم، نقص التأكسج، ولكن، من الممكن ان ترتبط الاضطرابات الأيضية المكتسبة الأخرى، بما في ذلك اضطرابات المنحل بالكهرباء مثل نقص كالسيوم الدم، فرط صوديوم الدم، ونقص صوديوم الدم، نقص بوتاسيوم الدم، نقص مغنسيوم الدم، فرط كالسيوم الدم، ونقص فوسفات الدم[22]
- أخطاء فطرية في التمثيل الغذائي، مثل مرض ويلسون، البورفيريا وفرط هيموسيستين الدم
- مرض الغدد الصماء، مثل قصور الغدة الدرقية، فرط نشاط الغدة الدرقية، متلازمة كوشينغ، قصور جارات الدرقية وفرط نشاط جارات الدرقية
- المناعة الذاتية والاضطرابات ذات الصلة، مثل الذئبة الحمامية الجهازية (الذئبة، الذئبة الحمراء)، الساركويد، اعتلال الدماغ هاشيموتو[23]

## الفيسيولوجيا المرضية

### علم الأعصاب
يرتبط الذهان تقليديًا بالناقل العصبي الدوبامين. فرضية الدوبامين للذهان كانت مؤثرة وتشير إلى أن الذهان ينتج من فرط نشاط وظيفة الدوبامين في الدماغ، لا سيما في مسار الهامشية الوسطى mesolimbic. المصدران الرئيسيان للأدلة الداعمة لهذه النظرية هو أن أدوية منع مستقبلات الدوبامين D2 (المسماة بأدوية مضادات الذهان) تميل إلى الحد من شدة الأعراض الذهانية، وأن الأدوية التي تزيد إفراز الدوبامين أو تقلل امتصاصه (مثل الأمفيتامين والكوكايين) يمكن أن تسبب الذهان لبعض الناس.

## التشخيص
لتشخيص مرض عقلي في شخص مصاب بالذهان، يجب استبعاد الأسباب المحتملة الأخرى أولاً. يتضمن التقييم الأولي أخذ تاريخ مرضي شامل، وإجراء فحصًا طبيًا بواسطة مقدم الرعاية الصحية. يمكن إجراء اختبارات لاستبعاد استخدام المواد المخدرة أو الأدوية أو السموم أو المضاعفات الجراحية أو غيرها من الأمراض الطبية.
ينبغي استبعاد الهذيان والذي يمكن تمييزه بالهلوسة البصرية، والبداية الحادة (ليس مرضاً مزمناً)، ومستوى الوعي المتقلب، والذي قد يشير إلى عوامل أساسية أخرى. يُجْرَى استبعاد الأمراض الطبية المرتبطة بالذهان باستخدام اختبارات الدم لقياس:
- هرمون تحفيز الغدة الدرقية (TSH) لاستبعاد فرط نشاط الغدة الدرقية أو قصورها.
- الشوارد الأساسية والكالسيوم في الدم لاستبعاد اضطراب التمثيل الغذائي.
- مصل فيتامين بي12، بما في ذلك، حمض الميثل مالونيك البولي لاستبعاد فقر الدم الخبيث ونقص فيتامين بي12.
- تعداد الدم الكامل بما في ذلك سرعة ترسب الدم (ESR) لاستبعاد وجود عدوى عامة أو مرض مزمن.
- الأمصال لاستبعاد الزهري أو عدوى فيروس نقص المناعة البشرية.

تشمل الاختبارات الأخرى أيضاً:
- التخطيط الدماغي لاستبعاد الصرع
- تصوير بالرنين المغناطيسي أو أشعة مقطعية على الرأس لاستبعاد آفات الدماغ.

نظرًا لأن الذهان قد يُعجل أو يتفاقم بفعل بعض الأنواع الشائعة من الأدوية، يجب استبعاد الذهان الذي يسببه الدواء أولاً، لا سيما الذهان الذي يظهر لأول مرة على المريض. يمكن استبعاد كل من الذهان الناتج عن المخدرات والأدوية بكفاءة عالية وذلك باستخدام فحص السموم.
كما يجب سؤال عائلة المريض النفسي أو شريكه أو أصدقائه عما إذا كان المريض يتناول أي مكملات غذائية في الوقت الحالي، لأن بعض المكملات الغذائية قد تؤدي أيضًا إلى حدوث الذهان أو الهوس، ولكن لا يمكن استبعادها من خلال الاختبارات المعملية.
بعد استبعاد الأسباب ذات الصلة والمعروفة للذهان، يمكن أن يُجْرِي أخصائي الصحة العقلية تشخيص تفاضلي نفسي باستخدام التاريخ العائلي للشخص، المتضمن معلومات من الشخص المصاب بالذهان، ومعلومات من العائلة أو الأصدقاء أو الآخرين المهمين في حياته.
يمكن تحديد أنواع الذهان في الاضطرابات النفسية من خلال مقاييس التصنيف الرسمية. يقيس مقياس تقييم الطب النفسي القصير (BPRS) 18 عرضاً للذهان مثل العدائية، والشك، والهلوسة، وهوس العظمة. وهو يعتمد على مقابلة الطبيب مع المريض وملاحظة سلوك المريض على مدى 2-3 أيام سابقة. يمكن لعائلة المريض أيضًا الإجابة عن أسئلة حول تقرير السلوك. يمكن تقييم كل من الأعراض الإيجابية والسلبية للذهان خلال التقييم الأولي والمتابعة باستخدام مقياس الأعراض الثلاثين السلبية والإيجابية (PANSS).
يميز الدليل التشخيصي والإحصائي للاضطرابات العقلية الطبعة الخامسة (DSM-5) الاضطرابات على أنها ذهانية أو من طيف الشيزوفرينيا إذا كانت تشتمل على هلوسات، أو أوهام، أو تفكير غير منظم، أو سلوك حركي غير منظم، أو أعراض سلبية.

## الوقاية
الدليل على فعالية التدخلات في وقت مبكر لمنع الذهان يبدو غير حاسم. لكن يمكن الوقاية من الذهان الناجم عن الأدوية. في حين أن التدخل المبكر لأولئك المصابين بنوبة ذهانية قد يحسن النتائج على المدى القصير، وجد أنه لا توجد إلا فائدة ضئيلة من هذه التدابير على مدى خمس سنوات. ومع ذلك، هناك أدلة على أن العلاج السلوكي المعرفي (CBT) قد يقلل من خطر الإصابة بالذهان لدى الأشخاص المعرضين لمخاطر عالية. حيث أوصى المعهد الوطني البريطاني للصحة والرعاية الممتازة (NICE) في عام 2014 بالعلاج الوقائي الوراثي الوقائي للأشخاص المعرضين للإصابة بالذهان.

## العلاج
يعتمد علاج الذهان على تشخيص محدد (مثل الفصام، أو الاضطراب ثنائي القطب، أو تسمم بدواء). الخط الأول للعلاج للعديد من الاضطرابات الذهانية هو الأدوية المضادة للذهان، والتي يمكن أن تقلل من الأعراض الإيجابية للذهان في نحو 7 إلى 14 يومًا.

### الأدوية
يعتمد اختيار مضادات الذهان على الفوائد والمخاطر والتكاليف. من الممكن الجدال حول ما إذا كانت مضادات الذهان النمطية أو غير التقليدية أفضل. الأدلة المؤيدة تدعم أن الأميسولبرايد، والأولانزابين، وريسبيريدون، وكلوزابين قد يكونوا أكثر فعالية لعلاج لأعراض الإيجابية ولكن ينتج عنهم آثار جانبية أكثر. تتساوي معدلات الانقطاع عن الاستخدام، ومعدلات اختفاء الأعراض لمضادات الذهان النموذجية عند استخدامها في جرعات منخفضة إلى معتدلة مع المضادات غير النمطية. هناك استجابة جيدة في 40-50 ٪ من الحالات، واستجابة جزئية في 30-40 ٪ منها، ومقاومة للعلاج (فشل استجابة الأعراض بشكل مرض بعد ستة أسابيع من استخدام اثنين أو ثلاثة مضادات مختلفة للذهان) في 20 ٪ من الناس. كلوزابين هو علاج فعال لأولئك الذين يستجيبون استجابة سيئة للأدوية أخرى، ولكن له تأثير جانبي خطير محتمل وهو ندرة المحببات (انخفاض عدد خلايا الدم البيضاء) agranulocytosis في أقل من 4 ٪ من الناس.